# Valvata normalis
Valvata normalis är en snäckart som beskrevs av S. Walker. Valvata normalis ingår i släktet Valvata och familjen kamgälsnäckor. Inga underarter finns listade i Catalogue of Life.